# اس‌اس نرماندی
اس‌اس نرماندی (به انگلیسی: SS Normandie) یک کشتی بود که طول آن ۹۸۱٫۴ فوت (۲۹۹٫۱ متر) بود. این کشتی در سال ۱۹۳۲ ساخته شد.